# 요르단의 서안 지구 합병
요르단의 서안 지구 통치는 1950년 4월 24일부터 시작되어, 1988년 7월 31일 영유권 포기까지 계속되었다. 제1차 중동 전쟁 당시 요르단은 팔레스타인 위임통치령의 일부 영토를 합병하였는데, 이 영토는 이후 서안 지구(동예루살렘 포함)로 불리게 되었다. 서안 지구는 1967년 이스라엘이 제3차 중동 전쟁에서 서안 지구를 점령할 때까지 요르단의 영토에 속하였으며, 1988년 요르단은 서안 지구에 대한 영유권 주장을 포기하였다.
1948년 5월 14일 영국이 팔레스타인에서 철수하자, 팔레스타인 분할안에 따라 아랍인 국가를 설립하기 위해 팔레스타인 영토에 주변 아랍 국가의 군대가 진입하였다. 이 중 압둘라 1세를 주도로 한 요르단군은 예루살렘 구시가, 예리코, 베들레헴, 헤브론, 나블루스, 라말라 등 주요 도시와, 요르단강 및 사해 주변 영역을 대부분 점령하였다. 휴전 후 요르단이 점령한 지역은 요르단의 통제 하에 남았으며, 이후 서안 지구라고 불리게 되었다.
1948년 12월의 예리코 회담에서는 팔레스타인의 주요 인사가 모여 요르단의 통치를 인정하였다. 1950년 4월 24일 서안 지구가 공식적으로 요르단에 합병되었지만, 국제 사회 대부분은 불법적인 합병으로 보고 인정하지 않았다. 약 1달 후 아랍 연맹은 요르단의 확언을 바탕으로, 합병된 영토를 팔레스타인 문제가 해결될 때까지의 '신탁 통치'로 보기로 결의하였다. 요르단의 합병은 영국, 미국, 이라크가 승인하였으며, 파키스탄이 승인하였는지에 대해서는 논란이 있다. 1955년 요르단이 유엔에 가입할 당시 이와 관련한 반대는 없었다.
요르단이 서안 지구의 거주민 전체에게 시민권을 부여하기로 결정하자, 요르단의 인구가 약 40만에서 130만으로 3배 이상 폭증하였다. 팔레스타인인은 요르단 내에서 특별한 차별을 받지 않았다고 알려져 있으며, 당시 요르단 의회에서도 약 절반 가량의 의석을 차지했다. 1967년 제3차 중동 전쟁 이후 요르단이 서안 지구의 통제권을 상실한 후에도, 1988년 영유권을 포기할 때까지 팔레스타인인의 시민권 인정은 계속되었다.

## 배경

### 분할 계획
영국은 1917년 오스만 제국으로부터 팔레스타인 영토를 받아, 위임통치령 팔레스타인에 따라 팔레스타인 위임통치령을 운영했다. 위임통치령의 종료 기간이 가까워짐에 따라, 아랍인과 유대인 모두 독립과 자결권에 대한 열망이 높아지고 있었다.
- 분할 계획에 따른 이스라엘의 영토
- 분할 계획에 따른 아랍 국가의 영토 중 이집트의 점령지
- 분할 계획에 따른 아랍 국가의 영토 중 이스라엘의 점령지

1947년 11월 29일 유엔 총회에서는 팔레스타인 분할안을 통과시켰는데, 여기에는 팔레스타인을 세 부분, 유대인 국가, 아랍인 국가, 예루살렘으로 나눈다는 내용이 담겨 있었다. 유대인 국가의 영역은 갈릴래아 동부, 하이파부터 레호보트까지 이어지는 해안 지역의 평야, 네게브 사막 대부분이 포함되었고, 아랍인 국가의 영역은 아크레, 사마리아, 유대를 포함하는 갈릴래아 서부, 야파 월경지, 아슈도드 북쪽에서 가자 지구까지 이어지는 남쪽 해안, 이집트 국경에 있는 사막이 포함되었다. 예루살렘 분할체에는 베들레헴 주변 도시가 포함되었다. 팔레스타인 위임통치령 전체를 기준으로, 유대인 국가는 예루살렘을 제외하고 면적 56.47%를 차지하였고, 인구 비율은 유대인 49만 8천 명, 아랍인 32만 5천 명이었으며, 아랍인 국가는 예루살렘을 제외하고 면적 43.53%를 차지하였고, 인구 비율은 아랍인 80만 7천 명, 유대인 1만 명이었으며, 예루살렘 지역의 인구는 유대인 10만 명, 아랍인 10만 5천 명이었다.
1948년 3월 영국 내각은 팔레스타인의 민간 및 군 당국이 유대인 국가의 성립이나 요르단의 팔레스타인 진입을 반대하지 말라고 결정하였으며, 미국도 영국과 함께 트란스요르단의 팔레스타인 합병을 지지하였다. 영국은 압둘라 1세에게 최대한 빠르게 합병을 진행하라고 한 반면, 미국은 유엔 조정 위원회의 합의가 깨질 때까지 기다리라고 권고하였다.

### 요르단군의 팔레스타인 진입
1948년 5월 14일 팔레스타인 위임통치령이 종료되고 이스라엘이 독립을 선포함에 따라, 존 바고트 글러브의 지도 하에 아랍 군단이 팔레스타인에 진입하여 유엔 분할안에 따른 아랍인 국가의 영역을 확보하기 시작하였다.

### 휴전
전쟁 말 요르단은 동예루살렘을 포함해 서안 지구를 점령하고 있었다. 1949년 4월 3일 이스라엘과 요르단은 휴전 협정을 맺었는데, 주요 사안은 다음과 같았다.
- 요르단군이 동예루살렘과 구시가를 포함해 서안 지구에서 점령한 영토 대부분을 유지.
- 요르단군은 샤론 평지에서 철수하며, 이스라엘은 이에 대한 보상으로 이라크군이 점령했던 서안 지구를 요르단군이 점령하도록 허가.
- 예루살렘과 예루살렘 히브리 대학교 스코푸스산 캠퍼스 간 안전한 이동, 라트룬-예루살렘 고속도로, 성지로의 접근 등 여러 문제에 대해 합의하기 위해 특별 위원회를 조직. (이 특별 위원회는 이후 결성되지 못했으며, 이스라엘인은 성지로 접근할 수 없었다.)

분할안에서 아랍인 국가 부분에 속했던 나머지 지역은 이집트(가자 지구), 이스라엘(네게브 서부, 갈릴래아 서부, 야파) 간에 분할되었다. 당초 국제 영토가 될 예정이었던 예루살렘은 이스라엘과 요르단이 분할하였다.

## 요르단의 점령 및 합병

### 합병 과정
요르단은 침공 직후부터 팔레스타인의 아랍 부분을 영구히 점령할 계획을 세웠다. 압둘라 1세는 헤브론, 베들레헴, 라말라, 나블루스, 라믈라와 아랍 점령하의 예루살렘 등 주요 아랍 도시의 시장을 직접 임명하였는데, 요르단에서는 합병 계획을 반대했던 다른 아랍 국가를 자극하지 않기 위해 이를 '군정 장관'으로 불렀다. 군정 장관 대다수는 아랍계 팔레스타인인이었다. 또한, 팔레스타인 경찰에게 요르단 경찰의 제복을 입을 것을 요구하고, 영국 대신 요르단 우표를 사용하게 하였으며, 팔레스타인의 지방 자치 정부에서 세금을 걷거나 면허증을 발급하지 못하게 하였고, 팔레스타인 가문 대신 요르단 정부 요인을 따르라는 방송을 내보냈다.
1948년 12월에 압둘라 1세와 팔레스타인 주요 인사 간에 열린 예리코 회담에서는 요르단으로의 합병을 결의했다. 1949년 11월 2일 팔레스타인의 기존 법령을 그대로 적용한다는 팔레스타인 공공 행정법이 발효되며 군사 점령은 종료되었다. 요르단 의회에서 서안 지구와 동안 지구는 각각 의석 30석씩을 받았다. 1950년 4월 11일 최초의 선거가 열렸는데, 당시 서안 지구는 공식적으로 합병되지 않은 상태였음에도 팔레스타인인의 투표가 허용되었다.

### 합병
1950년 공식 합병 이전부터 서안 지구에 거주하던 팔레스타인인 42만 명에 더해, 서안 지구에서의 난민 28만 명, 동안 지구에서의 난민 7만 명은 실질적으로 요르단 시민권을 누리고 있었으며, 요르단에서는 1954년 국적법을 개정하여, 팔레스타인 아랍인이 국적을 받을 수 있는 자격을 명확하게 규정하였다.
제1차 중동 전쟁 당시 팔레스타인인이 탈출한 국가 중 요르단만 유일하게 난민에게 기존 국민과 동등한 자격의 시민권을 부여하였는데, '법적 정당성이 전혀 없는 조치'라는 평가를 받았다. 요르단의 서안 지구 합병은 요르단의 확장과 관련한 '대시리아 계획'의 일부로써 이루어졌으며, 이로 인해 사우디아라비아, 레바논, 시리아는 이집트와 함께 요르단을 아랍 연맹에서 축출할 것을 요구하였으나, 예멘과 이라크의 반대로 무산되었다. 1950년 6월 12일, 아랍 연맹은 요르단의 합병이 임시적이자 현실적인 조치이며, 요르단은 미래에 합의가 이루어질 때까지 '신탁'으로서 영토를 통제하는 것이라고 발표하였다. 1953년 7월 27일, 후세인 1세는 동예루살렘을 '하심 왕국의 다른 수도'로 선포하고, 요르단의 '분리 불가능한 부분'이 될 것이라고 발표하였다. 후세인 1세는 1960년 의회에서 예루살렘을 '요르단 하심 왕국의 두 번째 수도'로 칭했다.
서안 지구 합병을 공식적으로 인정한 국가는 영국 뿐이었다. 1950년 영국은 하심 왕국과 요르단이 통제하는 팔레스타인 부분과의 통일을, 예루살렘을 제외하고, 승인하였다. 영국 정부는 1948년 체결된 영국-요르단 조약이 통일된 영토 전역에 적용되는 것으로 본다고 발표하였다. 미국 국무부 또한 요르단의 통치 범위가 확장된 것을 인정하였다. 파키스탄 또한 요르단의 합병을 인정하였다는 주장이 있지만, 이에는 논란이 있다. 아랍 연맹의 반대에도 불구하고, 서안 지구의 거주민은 모두 요르단 시민권을 받았다.
1950년대 내내 요르단과 이스라엘 사이의 긴장은 높게 유지되었으며, 팔레스타인 게릴라와 이스라엘 특공대 모두 그린 라인을 넘어다녔다. 1921년 트란스요르단의 아미르가 된 압둘라 1세는 1951년 7월 동예루살렘 성전산의 알아크사 모스크를 방문하던 중, 이스라엘과의 평화 협상을 논의하러 왔다는 소문을 믿었던 무장한 팔레스타인인에게 암살되었다. 이후 재판에서 이 암살은 과거 예루살렘의 군정 장관이었던 압둘라 엘텔 중령이 계획했던 것임이 드러났다. 요르단의 왕위는 이후 아들인 탈랄 1세와 손자인 후세인 1세로 이어졌다.

### 성지 접근
1949년 4월 3일 휴전 협정에는 이스라엘인이 동예루살렘의 성지를 방문할 권리를 보장하는 조항이 있다. 하지만 요르단은 이스라엘이 서예루살렘에 거주하던 팔레스타인인의 귀환을 거부하고 있다는 이유를 들어 이 조항의 발효를 거부하였다. 동예루살렘을 방문하는 관광객은 세례증 등 자신이 유대인이 아니라는 증거를 보여야 했다.
성지 방문을 조율해야 할 특별 위원회는 결성되지 못했으며, 이스라엘인은 종교와 무관하게 예루살렘 구시가의 진입이 거부되었으며, 후르바 회당을 포함해 유대인 거주 구역의 대부분이 파괴되었고, 올리브산에 있던 유대인 공동묘지의 묘지석을 파해쳐 요르단 군사 기지와 도로 건설에 사용하였다는 소문도 돌았다. 요르단은 동예루살렘에 거주하던 모든 유대인을 추방하였다. 존 외스터라이허는 "구시가의 회당 35개 중 34개가 파괴되었다. 일부는 마구간으로, 일부는 닭장으로 바뀌었다"고 기록하였다.

## 이후

### 제3차 중동 전쟁 및 요르단의 통제 상실
제3차 중동 전쟁 후기에 요르단이 통치하던 서안 지구는 이스라엘의 군사 점령 하에 놓이게 되었으며, 이 과정에서 팔레스타인 난민 약 30만 명이 요르단으로 탈출하였다. 1967년 이후 각 종교 단체는 자기 종교의 성지를 직접 관리할 권리를 얻었으며, 기독교, 유대교, 이슬람교 모두의 성지인 성전산은 예루살렘 이슬람 와크프의 통제 상태가 유지되었다.

### 요르단의 철수
1967년 제3차 중동 전쟁을 통해 이스라엘은 동예루살렘을 포함한 서안 지구를 점령하였다. 이스라엘과 요르단은 서로 전쟁 상태에 있었지만, 요르단은 '오픈 브리지' 정책을 통해 서안 지구 공무원의 임금과 기부금을 계속 지급했는데, 이는 서안 지구 문제에서 중심적인 역할을 맡기 위해서였다. 1972년 후세인 1세는 요르단과 서안 지구를 포함한 아랍 연방 계획을 제정했으나, 실제로 이루어진 것은 없었다.
1974년 아랍 연맹은 팔레스타인 해방기구를 팔레스타인인을 대변하는 유일한 합법 단체로 인정하기로 결정하였으며, 이로 인해 후세인 1세는 팔레스타인을 대변한다는 자신의 주장을 철회하고, 독립적인 팔레스타인 국가를 인정해야 했다.
1988년 7월 28일 후세인 1세는 팔레스타인 해방기구의 서안 지구에서의 책무를 향상시키기 위해, 13억 달러 규모의 서안 지구 개발 계획을 중단하겠다고 발표하였으며, 이틀 후에는 의석 절반이 서안 지구 인물이었던 요르단 하원을 해산하였다.
1988년 7월 31일 요르단은, 예루살렘에 있는 이슬람교 및 기독교 성지의 보호자 역할을 제외하고, 서안 지구에서의 모든 영유권 주장을 철회하였으며, 동시에 팔레스타인 해방기구를 '팔레스타인인의 유일한 합법 대표자'로 인정하였다. 후세인 1세는 같은 날 연설을 통해 이 조치는 팔레스타인인이 스스로 국가를 건설할 수 있도록 돕기 위한 것이라고 밝혔다.

1993년 이스라엘과 팔레스타인 해방기구 간에 맺은 오슬로 협정에서는 '요르단이 이스라엘과 독자적으로 협상할 길을 열었'으며, 오슬로 협정 하루 후에는 이스라엘과 요르단 사이의 평화 협상을 시작한 워싱턴 선언이 있었다. 1994년 10월 26일, 이스라엘-요르단 평화 조약이 체결되며, 두 국가 사이의 영토 분쟁은 사라졌으며, 관계도 정상화되었다.

## 사진

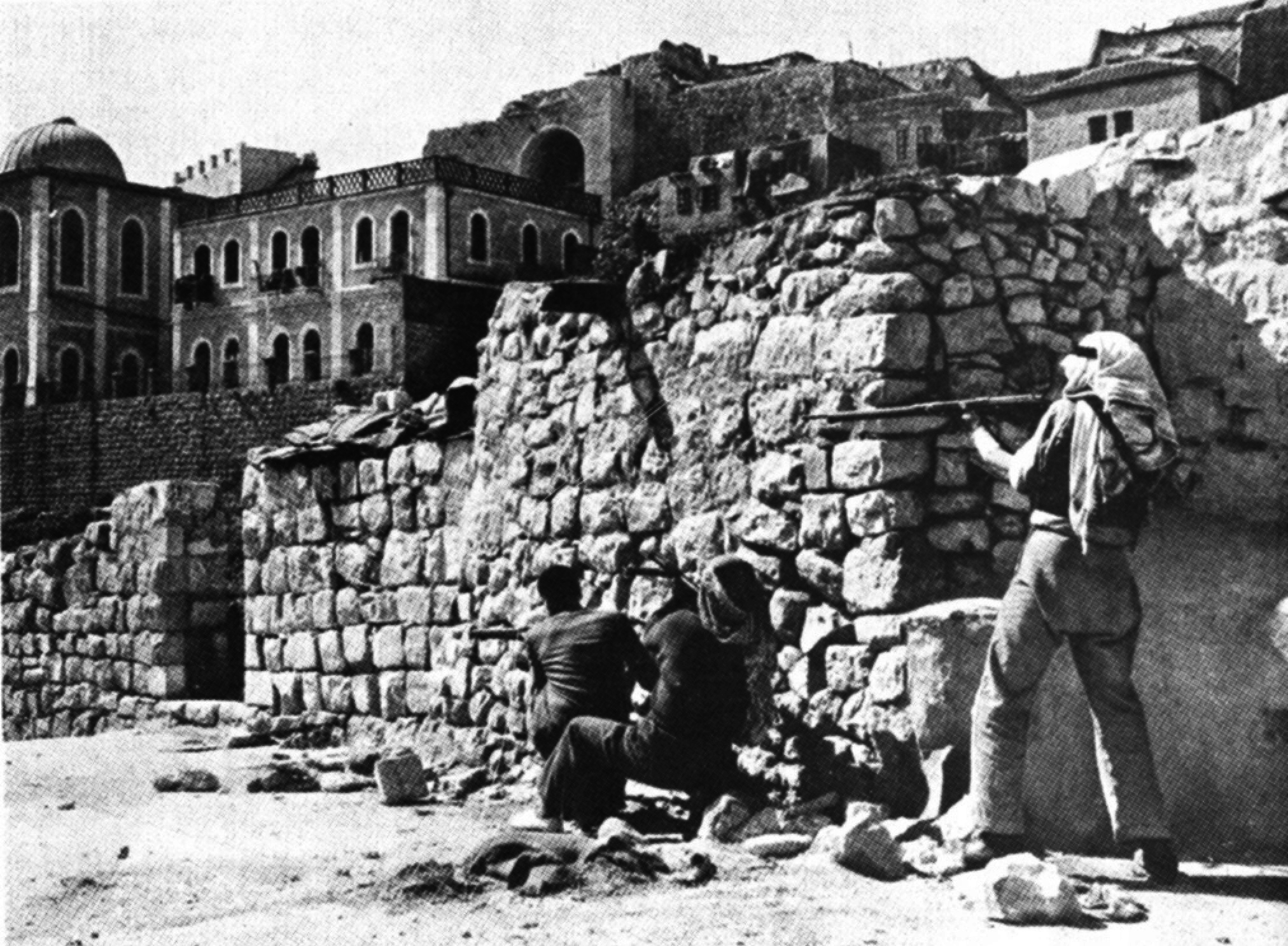
1948년 아랍 군단이 예루살렘 구시가의 포랏 요세프 예시바를 공격하는 모습.
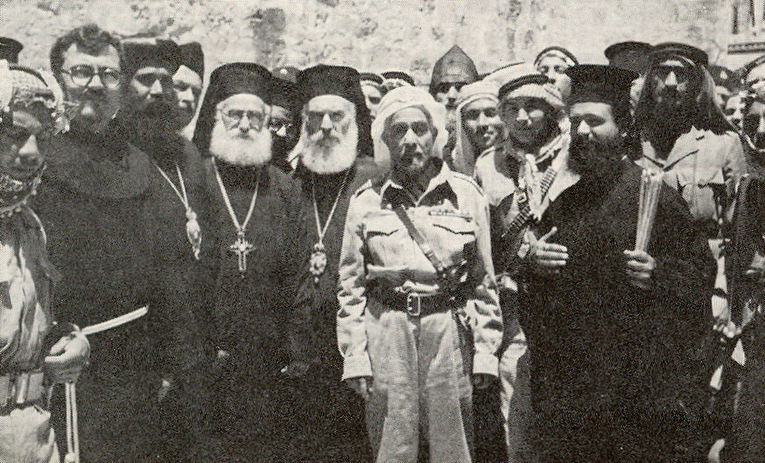
1948년 5월 29일 압둘라 1세가 성묘교회에 간 모습.
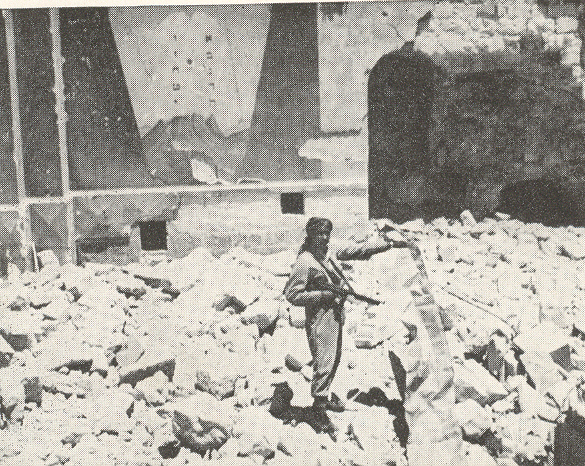
아랍 군단 군인이 예루살렘 후르바 회당 폐허에 서 있는 모습.
- 이스라엘국의 성립과 요르단의 서안 지구 합병을 승인한다는 내용을 담은 영국 하원 발표문.

## 같이 보기
- 실효 지배
- 아랍 연합 공화국의 가자 지구 점령
- 이스라엘의 서안 지구 점령